# Église d'Ähtäri
L’église d'Ähtäri (finnois : Ähtärin kirkko) est une église luthérienne construite à Ähtäri en Finlande,.

## Description
Le retable, intitulé le sermon sur la montagne, est réalisé en 1906 par Wilho Sjöström.